# Liste antiker Ortsnamen und geographischer Bezeichnungen/Um
| Lateinischer Name | Griechischer Name | Beschreibung                | Heute              | Quellen und Verweise | Lage |
| ----------------- | ----------------- | --------------------------- | ------------------ | -------------------- | ---- |
| Umbennum          |                   |                             |                    | Smith;               |      |
| Umbrae            |                   |                             |                    | Smith;               |      |
| Umbranici         |                   |                             |                    | Smith;               |      |
| Umbria            | Ὀμβρική (Ombrikē) | Landschaft in Mittelitalien | Umbrien            | Smith;               |      |
| Umbro             |                   | Fluss in Etrurien           | Ombrone in Italien | Smith;               |      |